# Adam Gotsis
Adam Gotsis (* 23. September 1992 in Melbourne) ist ein australischer American-Football-Spieler auf der Position des Defensive Ends für die Tampa Bay Buccaneers in der National Football League (NFL).

## Frühe Jahre
Gotsis ging auf die Highschool in Kew East, Australien. Nachdem Gotsis in der australischen Gridiron Victoria League im Jahr 2010 zum defensive MVP gewählt wurde und daraufhin für die australische American-Football-Nationalmannschaft nominiert wurde, schrieb sich Gotsis 2012 im Georgia Institute of Technology ein, um dort Betriebswirtschaftslehre zu studieren und Collegefootball zu spielen. Hier absolvierte er in vier Jahren 48 Spiele, in denen er 110 Tackles, 12,5 Sacks und zwei Interceptions erzielte.

## NFL

### Denver Broncos
Im NFL-Draft 2016 wurde Gotsis in der zweiten Runde an 63. Stelle von den Denver Broncos ausgewählt. In seiner ersten Saison absolvierte er alle 16 Spiele. in der Saison 2017 erzielte er seinen ersten Sack in der NFL im Spiel gegen die New York Giants am 15. Oktober 2017.

### Jacksonville Jaguars
Am 2. August 2020 unterschrieb Gotsis einen Vertrag bei den Jacksonville Jaguars. Im August 2024 wurde Gotsis nach vier Jahren von den Jaguars entlassen.

### Indianapolis Colts
Am 17. September 2024 nahmen die Indianapolis Colts Gotsis zunächst für ihren Practice Squad unter Vertrag. Er wurde am vierten Spieltag erstmals in den aktiven Kader berufen und anschließend fest für den 53-Mann-Kader verpflichtet.

### Tampa Bay Buccaneers
Am 8. Januar 2025 verpflichteten die Tampa Bay Buccaneers Gotsis für ihren Practice Squad. Zu einem Einsatz im aktiven Kader kam es jedoch nicht. Am 21. Januar 2025 statteten ihn die Buccaneers mit einem Reserve/Future-Vertrag aus.

## Kontroverse
Im März 2018 wurde Gotsis verhaftet, da ihm vorgeworfen wurde, während seiner Zeit an der Georgia Tech im Jahr 2013 eine Frau vergewaltigt zu haben. Er stellte sich selbst der Polizei und kam gegen Kaution frei. Im August 2018 wurde das Verfahren gegen Gotsis eingestellt, da die Vorwürfe nicht erhärtet werden konnten.